# Саткхира
Саткхира (бенг. সাতক্ষীরা) — город и муниципалитет на юго-западе Бангладеш, административный центр одноимённого округа. Площадь города равна 27,84 км². По данным переписи 2001 года, в городе проживало 86 372 человека, из которых мужчины составляли 51,75 %, женщины — соответственно 48,25 %. Плотность населения равнялась 3102 чел. на 1 км². Уровень грамотности взрослого населения составлял 49,7 % (при среднем по Бангладеш показателе 43,1 %).